# Kribi
Kribi je pristaniško mesto v Kamerunu, ki leži ob Gvinejskem zalivu pri ustju reke Kienké. 
Leta 2001 je bilo prebivalstvo ocenjeno na 48.800. Kribi je eno izmed 4 kamerunskih pristanišč in je tako pomembno za transport v Gvinejskem zalivu. V bližini pristanišča se nahaja tudi terminal plinovoda Čad-Kamerun.